# Domaradzyn
Domaradzyn est une localité polonaise de la gmina de Głowno, située dans le powiat de Zgierz en voïvodie de Łódź.